# Дворовенко Владислав Святославович
Владислав Святославович Дворовенко (нар. 25 січня 1997, Вінниця, Україна) — український футболіст, захисник футбольного клубу «Ворскла».

## Життєпис

### Ранні роки
Народився у Вінниці. Вихованець вінницьких клубів «Нива-Світанок» (2009, 2010—2012) та «Нива» (2009—2010). Окрім вінницьких клубів у ДЮФЛУ виступав за львівські «УФК-Карпати» (2012—2014). Дорослу футбольну кар'єру розпочав у сезоні 2014/15 в молдавському клубі вищого дивізіону «Веріс» (Кишинів), де виступав за команду дублерів. Напередодні старту 2015/16 сезону став гравцем клубу «Факел», який виступав у чемпіонаті Вінницької області. Наступного сезону дебютував у футболці липовецького клубу в аматорському чемпіонаті України. Загалом у складі «Факела» провів три з половиною сезони. 1 вересня 2018 року уклав договір з нижчоліговим польським клубом «Полонія» (Ниса), за який виступав до серпня 2019 року. Ще в січні 2018 року повернувся до України, побував на перегляді у складі МФК «Миколаїв», але «корабелам» не підійшов і повернувся до «Полонії».

### Клубна кар'єра
У серпні 2019 року підписав контракт з вінницькою «Нивою», у складі якої дебютував 16 серпня 2019 року вийшовши на поле в стартовому складі в нічийному (1:1) домашньому поєдинку 4-го туру групи А Другої ліги України проти рівненського «Вереса». За півроку, проведені в команді, зіграв 16 матчів у Другій лізі та 2 поєдинки у кубку України. У липні 2020 року став гравцем «Авангарду». У футболці краматорського клубу дебютував 19 липня 2020 року в нічийному (1:1) домашньому поєдинку 25-го туру Першої ліги України проти волочиського «Агробізнеса». Дворовенко вийшов на поле на 75-ій хвилині, замінивши Максима Вороб'я. До завершення сезону 2019/20 років виходив на поле в 5-ти поєдинках Першої ліги, після чого залишив розташування «Авангарду».
Напередодні старту сезону 2020/21 років підсилив тернопільську «Ниву». У складі якої провів два наступних сезони, будучи основним гравцем на лівому фланзі оборони. За цей час у чемпіонаті України серед команд першої ліги зіграв 46 матчів та 3 поєдиноки у кубку України. Впродовж 2022/23 сезону виступав за запорізький «Металург», який виступав у першій лізі та боровся за вихід в УПЛ, проте невдача у стикових матчах недозволела це здійснити. У футболці запорізького клубу провів 21 офіційний поєдинок та вперше в професійній кар'єрі відзначився забитим голом (16 листопада 2022 року відкрив рахунок у відкладеному поєдинку 8-го туру Першої ліги проти клубу «Кремінь»).
У липні 2023 року став гравцем клубу «Нива» (Бузова), за який виступав до завершення першої половини сезону. В їх складі взяв участь в усіх можливих офіційних матчах (19) та провів на полі найбільшу кількість хвилин (1722, а із урахуванням компенсованого часу — 1817) серед усіх гравців. Також виступаючи в трьох останніх клубах записав у свій актив 11 гольових передач. У грудні 2023 року до гравця проявив інтерес клуб української прем'єр-ліги «Верес», проте в січні 2024 року Владислав підписав контракт із першоліговим футбольним клубом «Буковина». У літнє міжсезоння за обпільною згодою сторін залишив команду, за цей час у футболці чернівецького клубу у весняній частині сезону 2023/24 зіграв в усіх десяти матчах чемпіонату та відзначився одним забитим м’ячем («сухим листом»).
В липні 2024 року підписав контракт із закарпатським клубом «Минай», однак перед цим побував ще на перегляді в складі полтавської «Ворскли». 26 серпня 2024 року Владислав провів 100-й офіційний матч у першій лізі України. В зимове міжсезоння за обопільною згодою сторін покинув закарпатський колектив, провівши в їх складі 16 офіційних матчів в усіх турнірах. У березні 2025 року став гравцем клубу «Фенікс-Маріуполь».

## Статистика
Станом на 1 липня 2025 року
| Турніри            | Матчі | Кількість забитих м'ячів |
| ------------------ | ----- | ------------------------ |
| УПЛ (Плей-оф)      | 4     | 0                        |
| Перша ліга України | 114   | 2                        |
| Кубок України      | 8     | 0                        |
| Друга ліга України | 16    | 0                        |
| Всього за кар'єру  | 142   | 2                        |